# Streng nicht-palindromische Zahl
Eine streng nicht-palindromische Zahl ist eine natürliche Zahl {\displaystyle n}, die in keinem Stellenwertsystem ein Zahlenpalindrom ist, dessen Basis {\displaystyle b} im Bereich {\displaystyle 2\leq b\leq n-2} liegt.
Die obere Grenze {\displaystyle n-2} für die Größe der Basis ist notwendig, um die Folge nichttrivial zu halten, da
- jede Zahl {\displaystyle n} (größer 1) zu jeder Basis {\displaystyle b>n} als eine einstellige (also auch palindromische) Zahl geschrieben wird;
- jede Zahl {\displaystyle n} (größer 2) zur Basis {\displaystyle n} als {\displaystyle 10}, also nicht-palindromisch geschrieben wird;
- jede Zahl {\displaystyle n} (größer 3) zur Basis {\displaystyle n-1} als {\displaystyle 11} (palindromisch) geschrieben wird.

Für {\displaystyle n\leq 3} ist die Menge an Basen leer, sodass diese Zahlen trivialerweise ebenfalls streng nicht-palindromisch sind.

## Beispiele
Beispielsweise ist die (Dezimal-)Zahl 6 geschrieben
- zur Basis zwei: 110,
- zur Basis drei: 20 und
- zur Basis vier: 12

Da keine dieser Schreibweisen palindromisch ist, ist 6 streng nicht-palindromisch.
Die Folge der streng nicht-palindromischen Zahlen beginnt mit
0, 1, 2, 3, 4, 6, 11, 19, 47, 53, 79, 103, 137, 139, 149, 163, 167, 179, 223, 263, 269, 283, 293, …

## Eigenschaften
Alle streng nicht-palindromischen Zahlen größer 6 sind Primzahlen. Zu jeder zusammengesetzten Zahl {\displaystyle n>6} kann also eine Basis gefunden werden, zu der {\displaystyle n} palindromisch ist.

### Beweis
1. Wenn {\displaystyle n} gerade ist, dann wird {\displaystyle n} zur Basis {\displaystyle {\tfrac {n}{2}}-1} als 22 (palindromisch) geschrieben.
2. Anderenfalls ist {\displaystyle n} ungerade und lässt sich als {\displaystyle n=p\cdot m} schreiben, wobei {\displaystyle p} der kleinste Primfaktor von {\displaystyle n} ist. Verständlicherweise ist dann {\displaystyle p\leq m}.

- Ist dann {\displaystyle p=m=3}, so ist {\displaystyle n=9}, was zur Basis 2 als 1001 (palindromisch) geschrieben wird.
- Ist dann {\displaystyle p=m>3}, so wird {\displaystyle n} zur Basis {\displaystyle p-1} als 121 (palindromisch) geschrieben.

Anderenfalls ist {\displaystyle p<m-1}. Der Fall {\displaystyle p=m-1} kann nicht eintreten, da sowohl {\displaystyle p} als auch {\displaystyle m} ungerade sind.
In diesem Fall wird {\displaystyle n} als die zweistellige Zahl {\displaystyle {\rm {pp}}} (palindromisch) zur Basis {\displaystyle m-1} geschrieben.
In jedem dieser Fälle liegt die Basis {\displaystyle b} im Bereich {\displaystyle 2\leq b\leq n-2}.